# Министерство обороны Эфиопии
Министерство обороны Эфиопии отвечает за оборону Федеративной Демократической Республики Эфиопия. Оно осуществляет надзор за эфиопскими национальными силами обороны и эфиопской оборонной промышленности.

## История
Это учреждение берет своё начало в некогда военном министерстве, которое император Менелик II создал в 1907 году, и сделал своим первым министром Фитаврари Хабте Гийоргиса. Император Хайле Селассие восстановил военное министерство в 1942 году, сделав Рас-Абебе Агерай его министром.
Министерство возглавляет гражданский министр, что является требованием статьи 87 действующей Конституции Эфиопии. Оно было создано 23 августа 1995 с принятием Провозглашения 4 / 1995, которое также установило ещё 14 министерств. Нынешним министром является Сирадж Фергесса, бывший министр по делам федерации, который был назначен 30 октября 2008, сместив Куму Демексу.